# Clan Hatakeyama

Mon (emblème) du clan Hatakeyama.

Le clan Hatakeyama (畠山氏) est un clan médiéval qui descend du clan Taira. Le clan est un allié du shogunat Ashikaga contre la cour impériale du Sud lors de la période Nanboku-cho. Le clan possède à cette époque de nombreux territoires répartis dans les provinces de Kii, Yamashiro, de Kawachi, d'Etchu et de Noto. Au cours du XVe siècle, certains membres du clan prennent le titre de kanrei, le clan dispose alors une grande influence politique.

## Membres
- Hatakeyama Naomune
- Hatakeyama Shigetada
- Hatakeyama Shigeyasu
- Hatakeyama Motokuni : devient kanrei en 1398
- Hatakeyama Yoshinari : rival de Masanaga pour devenir kanrei
- Hatakeyama Masanaga : rival de Yoshinori pour devenir kanrei
- Hatakeyama Takamasa (?-1576)
- Hatakeyama Yoshitsugu (1552-1585)